# ザ・レコーディング at NHK CR-509 Studio
『ザ・レコーディング at NHK CR-509 Studio』は、日本のロックバンド、ASIAN KUNG-FU GENERATIONの1枚目のライブ・アルバム。2013年9月11日にKi/oon Musicから発売。

## 解説
- 2013年4月27日深夜（暦上では28日）にNHK BSプレミアムで放送された特別番組『ザ・レコーディング ASIAN KUNG-FU GENERATION』で収録された音源をまとめたものであり、後藤は本作をライブ・アルバムであると発言している[1]。
- 収録は、NHK放送センター内のCR509スタジオにメンバーが2日間こもりきる形で行われ[2]、番組では17曲がオンエアされた。
- 本作には、番組内で放送された楽曲の中から13曲が収録されている。初回限定盤には残りの4曲に加え、放送時間の都合上カットされた「踵で愛を打ち鳴らせ」を含む、全5曲が収録されたDVDが付属している。
- 本作のジャケットには、バンドの作品のジャケットを手がける中村佑介のイラストではなく、レコーディング中の写真が使われている。ジャケットに写真が使われるケースは、バンド全作品通して初である。

## 収録曲

### CD
- 全作詞：後藤正文（#13は日本語詞）、全編曲：ASIAN KUNG-FU GENERATION

| #         | タイトル                   | 作詞      | 作曲                                   | 時間  |
| --------- | -------------------------- | --------- | -------------------------------------- | ----- |
| 1.        | 「遥か彼方」               |           | 後藤正文                               | 3：59 |
| 2.        | 「未来の破片」             |           | 後藤正文                               | 4：52 |
| 3.        | 「君という花」             |           | 後藤正文                               | 5：54 |
| 4.        | 「リライト」               |           | 後藤正文                               | 6：04 |
| 5.        | 「ブルートレイン」         |           | 後藤正文・喜多建介                     | 5：13 |
| 6.        | 「転がる岩、君に朝が降る」 |           | 後藤正文                               | 5：58 |
| 7.        | 「ムスタング」             |           | 後藤正文・山田貴洋                     | 5：00 |
| 8.        | 「藤沢ルーザー」           |           | 後藤正文                               | 2：39 |
| 9.        | 「新世紀のラブソング」     |           | 後藤正文                               | 5：25 |
| 10.       | 「夜を越えて」             |           | 後藤正文                               | 4：38 |
| 11.       | 「アネモネの咲く春に」     |           | 後藤正文                               | 6：15 |
| 12.       | 「今を生きて」             |           | 後藤正文・喜多建介・山田貴洋・伊地知潔 | 4：55 |
| 13.       | 「Loser」                  |           | Beck・Karl Stephensen                  | 5：11 |
| 合計時間: | 合計時間:                  | 合計時間: | 76:10                                  |       |

### 初回限定盤DVD
- 全作詞：後藤正文、全編曲：ASIAN KUNG-FU GENERATION

| #  | タイトル                           | 作詞 | 作曲               |
| -- | ---------------------------------- | ---- | ------------------ |
| 1. | 「ループ＆ループ」                 |      | 後藤正文           |
| 2. | 「マーチングバンド」               |      | 後藤正文           |
| 3. | 「踵で愛を打ち鳴らせ」(番組未放映) |      | 後藤正文・喜多建介 |
| 4. | 「それでは、また明日」             |      | 後藤正文・山田貴洋 |
| 5. | 「AとZ」                           |      | 後藤正文・伊地知潔 |

## サポートミュージシャン
- 三原重夫 （パーカッション）
- 上田禎 （キーボード、ギター）
- 岩崎愛 （コーラス）